# César Hernández (infielder)
César Augusto Hernández (nacido en Valencia, Estado Carabobo, Venezuela, el 23 de mayo de 1990) es un infielder de béisbol profesional que juega para los Chicago White Sox  de las Grandes Ligas y jugó para Los Cardenales de Lara y Bravos de Margarita en la LVBP; Actualmente juega con Leones del Caracas en la LVBP.

## Carrera

### Philadelphia Phillies
Los Phillies firmaron a César Hernández como un agente libre amateur no reclutado a los 16 años. Lentamente avanzó a través de los niveles inferiores del sistema de la granja de los Phillies, sin embargo, al final alcanzó la Clase A.

### Carrera temprana (2007-10)
Después de que los Phillies lo firmaran el 2 de julio de 2006 como agente libre aficionado a los 16 años, Hernández comenzó su carrera profesional en 2007, pasando sus dos primeras temporadas con los Phillies de la Liga de Verano Venezolana (VSL) de la Clase Rookie. Ese año, bateo para un AVE de .276  con 8 triples en 54 juegos; Cometió 15 errores. En la Liga de Verano otra vez en 2008, Hernández bateó un AVE de .315 con 19 bases robadas en 60 juegos, reduciendo su total de errores a 8. Entre sus dos temporadas en el VSL, hizo 59 salidas como segunda base (2B) y 35 comienza como un shortstop. Él avanzó un nivel en 2009, ensamblando a Phillies de la liga de la Gulf Coast League (GCL) , con quien él jugó solamente segunda base, y bateo para un AVE de .267 con 13 bases robadas en 41 juegos.
La mejora de Hernández le valió otra promoción en 2010, cuando avanzó a los Williamsport Crosscutters de la New York–Penn League (NY-Penn) de la Clase A temporada corta, con quienes tuvo un éxito significativo. Él fue nombrado un NY-Penn todos estrellas, y sus compañeros de equipo lo votaron como su jugador más valioso (MVP). En 2010, bateó .325, incluyendo .391 contra lanzadores zurdos, y agregó 32 bases robadas. Después de la temporada, jugó en la Liga de Invierno venezolana como miembro de los Bravos de Margarita, la primera de varias temporadas después de la cual regresaría a casa y continuaría jugando béisbol.

### Niveles superiores de las ligas menores (2011-12)
Entrando en la temporada 2011, Baseball America clasificó a Hernández, el mejor prospecto de los Phillies, y el mejor jugador defensivo después de la temporada 2012. John Sickels, un analista de béisbol de liga menor para SBNation.com, señaló que, al entrar en la temporada 2011, Hernández era una perspectiva "pasada por alto" con la velocidad del escalón superior. En 2011, jugó para las Clearwater Threshers de la Florida State League, afiliado de los Phillies en la Clase A Avanzada (Fuerte), y amasó una media de 0.268 bateo, con 4 cuadrangulares y 37 carreras impulsadas (RBI). Fue la primera temporada en la que jugó en más de 100 partidos, apareciendo en 119, todos en la segunda base. En 2012, Se dividió el tiempo entre los Reading Phillies de la Eastern League y Lehigh Valley IronPigs de la International League, los filiales Double-A (AA) y Triple-A (AAA), respectivamente, combinando para obtener un Promedio de bateo de .291 con 2 jonrones y 57 Carrera impulsada, robando 21 bases. Él era una toda la estrella de Liga Oriental para su funcionamiento con Lectura, ganando su llamada-para arriba al Lehigh Valley IronPigs en agosto.

### (2013-14)
César Hernández está en tercera base con el entrenador de la tercera base Juan Samuel. Hernández comenzó la temporada en la International League de la Clase Triple A (AAA), pero en mayo, Michael Young fue puesto en licencia de duelo, y posteriormente, Hernández fue promovido a las ligas mayores para llenar el lugar de Michael Young. El 29 de mayo, hizo su debut convirtiéndose en el Venezolano N° 295 en las Grandes Ligas, bateando un lanzamiento de Antonio Bastardo. Poco después, fue optado por AAA. Con los Lehigh Valley IronPigs de la International League de la Clase Triple A (AAA), fue nombrado al equipo de las estrellas. En julio de 2013, cuando Ben Revere sufrió una lesión, se convirtió en un jardinero central, una conversión que hizo rápida y eficazmente, ganando una convocatoria a las grandes ligas, ya que era una "agradable sorpresa". Su mánager, Dave Brundage , comentó: "Él" Después de la temporada, Hernández viajó a su Venezuela natal para jugar para la Liga Venezolana de Béisbol Profesional 2013-14 con Los Bravos de Margarita, con quien contabilizó un promedio de bateo de .254, 2 jonrones y 15 remolcadas; Dejó de jugar antes del final de la temporada para descansar antes del entrenamiento de primavera de los Philadelphia Phillies. Había jugado con Bravos de Margarita en el invierno desde la temporada 2010. Entrando en la temporada 2014 , Hernández hizo comparaciones con su compañero reserva Freddy Galvis. Mientras que Galvis podría jugar al campo corto y tenía experiencia en las posiciones de la esquina del campo, Hernández podría jugar el campo central y era un segunda base natural, y con las heridas frecuentes de Chase Utley, él vería probablemente tiempo allí. En última instancia, comenzó la temporada en la lista de las Grandes Ligas, pero fue enviado a la Doble A (AA) con los Reading Fightin Phils de la Eastern League en abril para concentrarse en perfeccionar sus habilidades defensivas en la tercera base y el campocorto.

### Segunda base de la necesidad (2015-2019)
Al entrar en 2015, los analistas dudaron de su futuro con el club de la liga mayor de la formación de primavera, ya que varios intentos de ampliar su versatilidad defensiva había fracasado. Después de que Chase Utley resultara lesionado, Hernández vio más tiempo de juego en la segunda base y se desempeñó lo suficientemente bien como para que fuera nombrado titular de la segunda base incluso después del regreso de Utley, y finalmente Utley fue cambiado. Hernández terminó siendo un "punto culminante en una demostración de otra manera patética" para los Phillies, que terminaron con 99 derrotas en la estación. Lo más anticipado sería comenzar en la segunda base el día de la apertura en 2016, no necesariamente porque era muy bueno, pero como no había nadie más para reemplazarlo, y en un club de reconstrucción, una actualización no era una alta prioridad. Hernández comenzó la temporada de los Phillies en el 2017 bateando un jonrón en casa el día de la apertura, el 3 de abril, en Cincinnati. Él era el primer jugador de [Philadelphia Phillies|Phillies]] por golpear un jonrón del leadoff en el día inicial desde Heinie Mueller en 1938 y el primer en los comandantes desde Alfonso Soriano en 2009.

### Cleveland Indians (2020)
En diciembre del año 2019 oficializa contrato con los Cleveland Indians por un año y 6,5 millones de dólares